# ایهور یاکوبوفسکی
ایهور یاکوبوفسکی (اوکراینی: Ігор Кузьмич Якубовський؛ زادهٔ ۲۹ ژانویهٔ ۱۹۶۰) بازیکن سابق شوروی-اوکراینی و مربی فوتبال اهل اوکراین است.
از باشگاه‌هایی که در آن بازی کرده‌است می‌توان به باشگاه فوتبال ژالگیریس اشاره کرد.